# Domenico Zaccagna
Domenico Zaccagna (Carrara, 3 settembre 1851 – Roma, 12 marzo 1940) è stato un geologo e mineralogista italiano.

## Biografia
Domenico Zaccagna nacque a Carrara il 3 settembre 1851 da Felice, scultore, e Enrichetta Cucchiari, sorella di Domenico Cucchiari e nipote di Pellegrino Rossi. Frequentò l'Istituto tecnico di Genova e nel 1874 si laureò in ingegneria civile a Torino. Fu indirizzato alla geologia da Bartolomeo Gastaldi e andò quindi a specializzarsi presso l'École des mines di Parigi dal 1874 al 1876.
Nel 1878 venne assunto come geologo rilevatore dall'Ufficio geologico di Roma. Nel 1879 ricevette il suo primo incarico di rilievo: lo studio geologico delle Alpi Apuane, affiancato da Bernardino Lotti. Si scatenò un'accesa polemica con Carlo De Stefani, geologo pisano che aveva compiuto precedenti studi sulla regione. Alle Alpi Apuane Zaccagna continuò a dedicare lavori e carte geologiche a diverse scale per tutta la durata della sua vita, confluiti nell'opera definitiva Descrizione geologica delle Alpi Apuane del 1932.
Tra il 1883 e il 1891 le sue ricerche riguardarono le Alpi occidentali, in particolare le Alpi Cozie, Marittime. Passò poi con Nicola Pellati ad occuparsi delle Alpi liguri e, più tardi, delle Alpi Graie e Pennine. Anche in questo caso Zaccagna fu protagonista di una polemica con Secondo Franchi riguardo all’interpretazione della stratigrafia e tettonica delle Alpi.

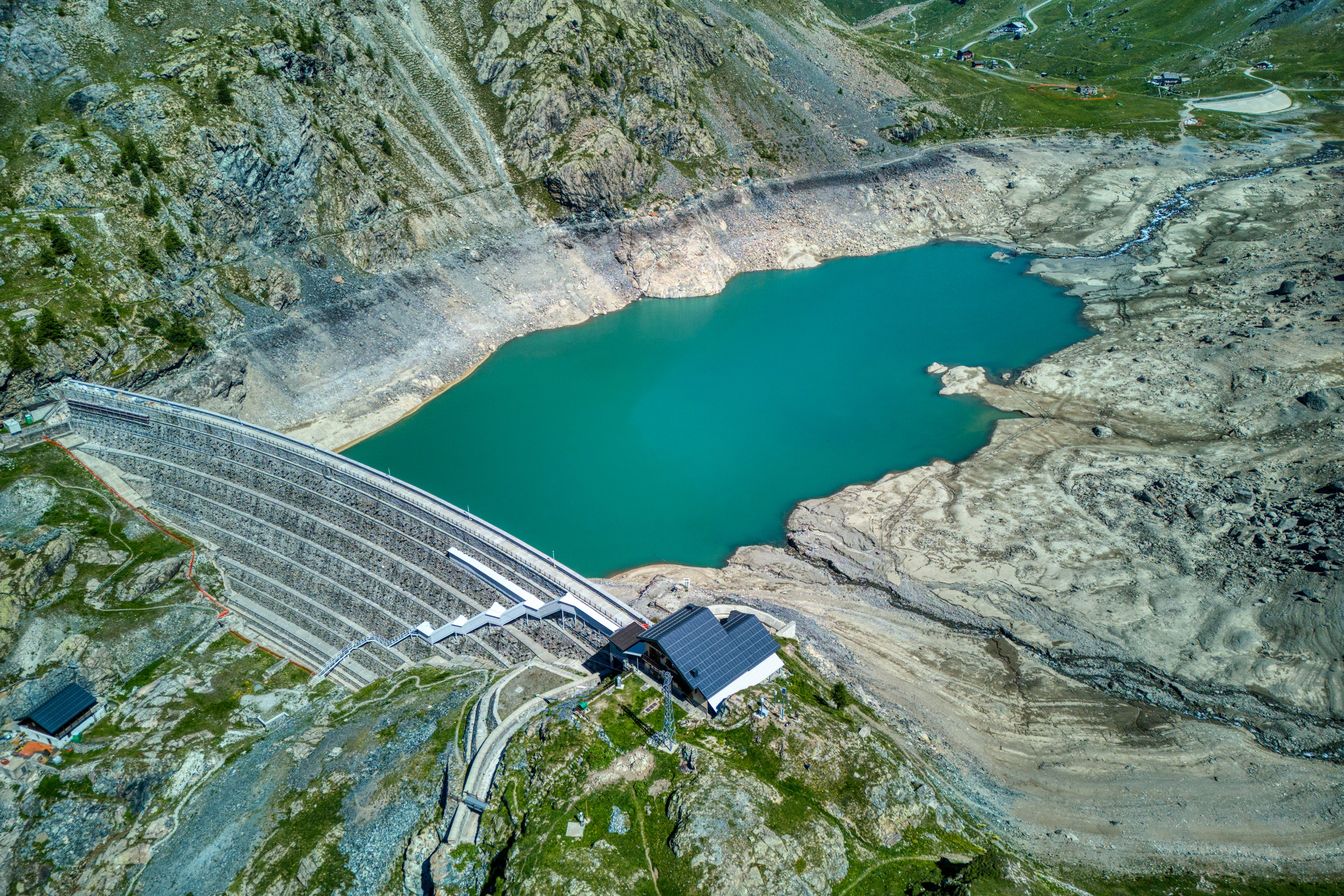
lago Gabiet

Dal 1891 al 1894 diresse la Scuola mineraria di Carrara. Nei decenni successivi, oltre ai lavori sulle Apuane, il ministero gli affidò altri incarichi in Liguria, nel biellese, nel bresciano e rilevamenti idrogeologici in Tripolitania. Si dedicò anche a progetti tecnici ed ingegneristici di geologia applicata, quali linee ferroviarie (la sistemazione della linea Aulla-Lucca) e dighe idroelettriche in Sicilia, Calabria, Romagna e il lago Gabiet. Fu sempre appassionato allo studio delle proprietà dei marmi, dei quali lasciò una cospicua collezione all'Ufficio Geologico Italiano. Zaccagna e contribuì all'apertura di nuovi bacini marmiferi sulle Apuane e nella valorizzazione del marmo di quelle zone, e divenne comproprietario di una segheria con lo scultore Alessandro Biggi. Si impegnò anche come architetto: le sue opere più importanti furono la villa Cappellini a Portovenere e il Palazzo delle poste a Carrara.
Nel 1919 presiedette la Società Geologica Italiana. La polemica con Federico Sacco, che tacciava di totale incompetenza, gli precluse l'ammissione all'Accademia d'Italia e all'Accademia dei Lincei. Nel 1939 ricevette dall'Accademia d'Italia il Premio Mussolini. Morì a Roma il 12 marzo 1940.

## Scritti
Elenco dei principali scritti di Domenico Zaccagna:
- Sulla costituzione geologica delle Alpi Marittime, Reale Accademia dei Lincei, VIII, serie 3ª, 1884.
- Sulla geologia delle Alpi Occidentali, Bollettino del Regio Comitato Geologico d'Italia, Roma 1887.
- Carta geologica delle Alpi Apuane alla scala di 1:50.000 in 4 fogli, Roma 1896.
- Carta geologica generale delle Alpi Apuane al 25.000, Firenze 1900.
- I giacimenti di antracite delle Alpi Occidentali italiane, Bollettino del Regio Comitato Geologico d'Italia, 1903.
- Itinerari geologici sulla Tripolitania occidentale, XVIII, Memorie descrittive della carta geologica d'Italia, Roma 1919.
- Sulle condizioni geoidrologiche della zona occidentale della Tripolitania, Memorie della carta geologica d'Italia, Roma 1932.
- La carta geologica del Golfo de La Spezia, Accademia Lunigianese di Scienze "G. Cappellini", 1936.

## Riconoscimenti
- Un carbonato idrato di zinco ed alluminio, la zaccagnaite, è stato così denominato in suo onore.
- Gli è stato intitolato l'Istituto Tecnico Commerciale di Carrara.
- Due strade, a Roma e a Carrara, portano il suo nome.